# Die Allgemeine Sonntagszeitung
Die Allgemeine Sonntagszeitung, Langtitel katholische Zeitung für Politik, Gesellschaft und Kultur, kurz ASZ, war eine Wochenzeitung.
Sie erschien erstmals 1956 in Nachfolge der katholischen Wochenzeitung Michael und der Zeitschrift Die Wacht, dem Zentralorgan des Bundes der Deutschen Katholischen Jugend, die mit der Erstausgabe der ASZ ihr Erscheinen einstellten. Herausgegeben wurde sie von den Würzburger Verlagen Echter (bis 1960) und Johann Wilhelm Naumann Verlag und befasste sich mit politischen, gesellschaftlichen, kulturellen und sportlichen Themen aus konservativ-katholischer Sicht.
Die letzte Ausgabe erschien am 30. September 2017.